# Íriszdiagnosztika

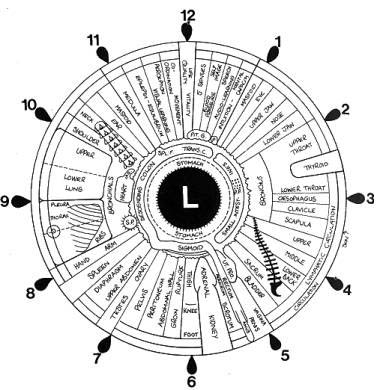
Írisztérkép a bal szemről (ahogy az a tükörben látható). Az egyes területeken látható elváltozások az iridológusok szerint a megfelelő testrészek elváltozásaival vannak összefüggésben.

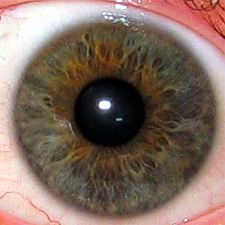
A szivárványhártya. Körülveszi a kötőhártyával borított, azon áttűnő fehér ínhártya (szemfehérje). A szaruhártya (cornea) teljesen átlátszó, így a képen csak egy róla visszatükröződő fehér fényfolt látható.

Az íriszdiagnosztika (más néven iridológia) az alternatív gyógyászat körébe tartozó diagnosztikai módszer, melynek művelői szerint a szivárványhártya (latinul „iris”) és az ínhártya felületén látható színek, minták és a szem egyéb jellegzetességei alapján információkat lehet szerezni a páciens általános egészségi állapotáról, valamint az egyes betegségekre való hajlamairól. Az íriszdiagnosztikát alkalmazók megfigyeléseiket úgynevezett írisztérképekkel vetik össze, melyek a szivárványhártyát az egyes testrészeknek és szerveknek megfeleltetett részterületekre osztják. Az íriszdiagnoszták az írisztérkép segítségével tesznek különbséget az egészséges és a gyulladt, beteg, túlműködő stb. szervek között.
Az íriszdiagnoszták állításait nem támasztják alá tudományos vizsgálatok, a legtöbb orvos és képzett szemész az íriszdiagnosztikát áltudománynak és kuruzslásnak tartja.

## Története

### Előzmények
A szem vizsgálata régóta az egészségi állapot megállapításának része. Philippus Meyeus  (Philip Meyen von Coburg) 1665-ben adta ki az íriszdiagnosztika elveinek (például a homolateralitásnak) első leírását Chiromatica Medica címmel, amelynek újabb kiadásai 1670-ben  és 1691-ben készültek. Ebben még nem szerepelt az „íriszdiagnosztika” kifejezés.
1695-ben Johann Siegmund Eltzholtz Nürnbergben, 1786-ban Christian Haertels Göttingenben tett közzé egy dolgozatot De oculo et Signo (A szem és a jelek) címmel.

### Az íriszdiagnosztika úttörői
A ma ismert és alkalmazott írisz-elemzés gyakorlatát Péczely Ignác magyar orvos, természetgyógyász alakította ki. A legelterjedtebb történet szerint[forrás?] gyermekkorában egy szerencsétlen baleset során egy bagoly támadt rá. Megragadta a kezét és nem akarta elengedni. A küzdelem során a bagoly lába eltört. Péczely magához vette a baglyot, és meggyógyította. Ezalatt figyelt meg a bagoly szemén egy furcsa foltot, amelyet később az egyik páciense íriszén is felismert. Ezután már tudatosan figyelte és kereste az összefüggéseket az írisz és a szervi sérülések között. A megfigyeléseit írisztérképen is rögzítette, amelyen az íriszt számos zónára (számozott pontokra) osztotta. Tanulmánya szerint ezek a zónák az emberi test részeinek felelnek meg. Módszerét főleg budapesti lakásán tanította az érdeklődőknek. Péczely vezette be az Augendiagnostik („szemdiagnosztika”) kifejezést.
Nils Liljequist (1851-1936) súlyos betegsége folytán figyelt fel a saját íriszének változásaira. Az egykor kékszemű svéd fiatalember szeme egyre zöldebb árnyalatot mutatott, és vörös foltok jelentek meg rajta; de megfigyelte azt is, hogy a kinin és a jódtartalmú gyógyszerek abbahagyása után fokozatosan visszatért az eredeti szemszíne. Liljequist így az elsők között jegyezte fel, hogy a kábítószer-mérgezés milyen látványos elváltozásokat okoz az íriszen.[forrás?]
Petar Dimkov (1886-1981) bolgár természetgyógyász már gyermekkorában jegyzeteket készített a gyógyításban gyakorlott nagyapja tanításaiból. Felnőttként ismert gyógyítóvá vált. Tapasztalt íriszelemző is volt, a szocialista országok több prominens vezetője is segítséget kért tőle. Életéről 2007-ben nagy sikerű dokumentumfilm is készült.
Joseph Deck (1914-1990) alapította meg az Ettlingeni Íriszdiagnosztika Kutatóintézetet. Josef Angererrel együtt a második világháború alatt szovjet fogságba kerültek, ahol a frontról visszakerült katonákat műtötték. Munkájuk során több mint ötezer sérülést dokumentáltak.
Franciaországban 1923-ban publikálta az első íriszdiagnosztikai kézikönyvet Léon Vannier homeopata. Az első francia íriszdiagnosztikai képzést 1950-ben indította meg Gaston Verdier, aki később Andre Roux (1926-1996) algériai születésű francia természetgyógyásszal közösen fejlesztette tovább a módszert.
Az Egyesült Államokban a módszer első tanulmányozója az Ausztriából kivándorolt Dr. Henry Edward Lane volt, aki saját műtétei és boncolásai alatt feljegyzéseket készített az írisz mintázatairól. Szem diagnózis című könyve 1904-ben jelent meg. Lane tanulmányában óvatosságra intett: több ezer vizsgálatra van szükség, mielőtt egy írisz-elváltozást, illetve annak betegségekkel való összefüggését bizonyítottnak lehet tekinteni. 1919-ben egyik hallgatója, Dr. Henry Lindlahr sebészorvos is megjelentetett egy Iridiognosis és egyéb diagnosztikai módszerek című kiadványt. Az 1950-es években Bernard Jensen (1908-2002) hozta divatba az íriszdiagnosztikát, amikor alkalmazni, később oktatni kezdte saját megfigyeléseit.
James Colton 1963-ban egy balesetet követően kezdte tanulmányozni az egészségügyi diagnosztikai módszereket. 1981-ben megalapította a Brit Íriszdiagnosztikai Társaságot.

### A módszer mai lehetőségei
Az írisztérképek fejlesztését sokan folytatták. A térképek készítői éveken keresztül gyűjtötték az adatokat, hogy minél pontosabban írhassák le az írisz elváltozásainak jelentését. A ma elterjedt térképek a főbb szervi lokalizációban hasonlóak, de a nagyobb felbontás felé haladva, illetve a lágy belső szervek betegségeiről még nincs konszenzus a technika gyakorlói között. Például néhány íriszelemző a vese helyét az íriszen 6 órához teszi. Mások szerint[forrás?] ez egyszerű félreértés, amit az okozhat, hogy összekeverték a vese betegségeinek jelét azok szövődményeinek jeleivel.
Továbbra is széles körű kutatási együttműködésre és komoly referenciákra van szükség ahhoz, hogy az íriszelemzés elfoglalhassa méltó helyét az egészségügy palettáján.
A módszer művelői szerint az írisz elemzése során nem konkrét betegségeket ismerhetők fel, hanem csak az, hogy (a szakmai tapasztalatok, térképek és statisztikák alapján) milyen kóros elváltozások hajlamai láthatóak: az írisz szöveti elváltozásai és tipikus pigment-mintázatai  a megfelelő szervek szöveteiben végbemenő változásokat jelezhetik. Például az „akut gyulladás”, „krónikus gyulladás” és „hurut” jelei szerintük rendre a megfelelő távoli szövet érintettségére, kezelésére és gyógyulására utalnak.  További, az iridológusok által keresett jelek az „összehúzódási gyűrűk” és a „Klumpenzellen” (csomóssejtek), amiket a környezettől függően különféle egészségügyi problémák jeleként értelmeznek.  Ezek jelezhetnek múltbeli és jövőbeli problémákat is. A tapasztalt íriszelemző célszerűen tézis-lapot ad a páciensnek, az írisz fotóját pedig saját gyűjteményében archiválja, ha az hozzájárul.
A rendezvényeken kitelepülő íriszdiagnoszták rendszerint réslámpa, nagyítós zseblámpa vagy fényképezőgép segítségével vizsgálják a páciens íriszét. Ugyanakkor számos iridológus használja a technikai vívmányokat is. Megfelelő fényképészeti eljárásokkal láthatóvá tehetők olyan részletek is, amelyek szabad szemmel még nagyítva is észrevétlenek lennének. Ma már vásárolható íriszkép-elemző számítógépes program is. Ez természetesen fokozza az elemzés pontosságát, de felveti annak veszélyét is, hogy laikusok végezzenek íriszdiagnosztikát. A tanult iridológusok szerint tapasztalatok nélkül egy írisztérkép nem elég ahhoz, hogy  bármit is megállapíthassunk a páciens állapotáról. Ezen kívül nem ajánlják a hagyományos diagnosztikai eljárások mellőzését sem (az íriszdiagnosztika javára), mert számos gyógyszer befolyásolhatja a betegségek íriszen való megjelenését.[forrás?]

### Az íriszdiagnosztika jogi helyzete
Magyarországon az 1997-es egészségügyi törvény tette lehetővé a természetgyógyászat gyakorlását. Ezen belül mint állapotfelmérő módszer a szemtréner szakma vizsgaelőkészítő tematikájában szerepel az íriszdiagnosztika. A szemtrénerek az Egészségügyi Továbbképző Intézetben tesznek képesítő vizsgát, amely után ÁNTSZ-engedély birtokában gyakorolhatják az íriszdiagnosztikát, mint funkcionális állapotfelmérő módszert, de az íriszdiagnosztika önálló diagnosztikai módszerként nem használható. Abban az esetben, ha laikus íriszdiagnoszta gyógyászati eljárást ír elő, megsérti az egészségügyi törvényt, amely a gyógykezelést más jellegű engedélyhez köti. Statisztikai adatok szolgáltatásáról a fenti törvény nem rendelkezik.

## Tudományos vizsgálatok
Az íriszdiagnosztika a legvitatottabb módszerek egyike. Változó igényességű publikációk tömege található pro és kontra. A diagnosztikai sikerek és kudarcok mellett az is vitára ad okot, hogy az íriszdiagnoszták nem rendelkeznek megalapozott elképzelésekkel a módszer hatásmechanizmusáról.
Emanuel Felke (1856-1926) nevéhez kapcsolódik az íriszdiagnosztika egyik legkorábbi sikere. Az orvosi kar 1909-ben feljelentette, és bizonyítási kísérletre idézte a tiszteletest. Krefeld város kórházában 20 beteget fektettek egy elkülönített kórterembe úgy, hogy a szemükön kívül teljesen le voltak takarva. Felke nem ismerte őket, az orvosi bizottság azonban ismerte a betegek kórtörténetét. Felke egy kézi nagyítóval – mely csupán 2-3-szoros nagyításra volt képes – megvizsgálta valamennyiük szemét, s a véleményét összehasonlították a „hivatalos” diagnózisokkal. Ezek 15 esetben teljesen, háromban megközelítően megegyeztek. Két esetben Felke mást diagnosztizált, s megjegyezte, hogy ezek közül az egyik páciens életét csak egy sürgős sebészi beavatkozás mentené meg. Ezt a beteget orvosai veszélyen túl lévő gyógyulónak nyilvánították. A beteg néhány nap múlva meghalt. A boncolás Felke diagnózisát igazolta.
Németországban Dr. Walter Lang és Dr. Joseph Deck (Dr. Vida felügyeletével) 1950 és 1954 között klinikai vizsgálatok során 640 betegről készített tanulmányt. A betegeket hagyományos orvosi diagnosztikai módszerekkel és íriszelemzéssel is vizsgálták. A vizsgálatok befejeztével az íriszelemzést megközelítően 75%-os pontosságúnak találták. A három orvos öt évig nyomon követte a betegeik egészségének alakulását, és feljegyzéseik szerint a vizsgálat végére bebizonyosodott hogy az eredeti íriszdiagnózisok 95%-os pontosságúak voltak (a résztvevők, illetve a betegségek alig 5%-át nem lehetett az íriszelemzéssel helyesen diagnosztizálni).
Egy 1979-ben publikált vizsgálatban három képzett íriszdiagnosztának íriszek fényképei közül ki kellett választania azokat, amik vesebetegségben szenvedő emberekről készültek. Nemcsak hogy a betegséget nem sikerült felismerniük, de még egymással sem egyeztek a válaszaik. A kutatók végkövetkeztetése szerint „az íriszdiagnosztika sem szelektívnek, sem specifikusnak nem bizonyult, és a helyes válaszok gyakorisága nem különbözött a véletlen találgatásétól.”
(A cikkre adott válaszukban az íriszdiagnoszták azzal érveltek, hogy a megbízható válaszokhoz a beteg és a diagnoszta közötti személyes kapcsolatra van szükség,de egyiküknek sem volt hasonló fenntartása az eredmények megismerése előtt, ráadásul ez az érv összeférhetetlen az íriszdiagnosztika alapelveivel is, amelyek objektív tudományként kívánják azt elismertetni.)
Paul Knipschild 1988-ban publikált kutatásában 39 olyan beteget választott ki, akiknek az epehólyagját másnap eltávolították epekő gyanúja miatt. A kontrollcsoport tagjai olyan személyek voltak, akiknek egészséges volt az epehólyagja. Egy 5 íriszdiagnosztából álló szakértői csoport vizsgálta a résztvevők írisz-fényképeit. A kutatás eredményei szerint az íriszdiagnoszták nem tudták beazonosítani a beteg epehólyagokat: egyikük például az epeköves betegek 51%-át egészségesnek, az egészségesek 51%-át epekövesnek nyilvánította. Dr. Knipschild végkövetkeztetése szerint „a vizsgálat kimutatta, hogy az íriszdiagnosztika diagnosztikai segédeszközként hasznavehetetlen.”
2005-ben egy gyakorlott íriszdiagnoszta vizsgálta meg 68 olyan ember szemét, akiknek bizonyítottan rákja volt, valamint 42 olyan személyt, akiknél nem volt a rákra bizonyíték. Az íriszdiagnosztának, aki nem tudta a szemek tulajdonosának nemét és kórtörténetét, öt lehetséges diagnózist kellett felállítania. A 68 esetből összesen 3 esetben volt helyes a rák diagnózisa.
Demea ezekkel ellentétben pozitív eredményt mutatott ki: „A kutatás bizonyos írisz-jelek és a tanulmányozott páciensek általános patológiája közötti összefüggést vizsgálta. […] 57 kórházba utalt pácienst vizsgáltunk. […] A kapott korrelációk erős összefüggést mutattak az íriszdiagnosztika által megállapított jellemzők és a létező patológia között. […] Az írisz-vizsgálat nagyon hasznos lehet az általános patológia diagnosztizálására, a páciens holisztikus megközelítésének jegyében.”
Edzard Ernst 2000-ben 77 íriszdiagnosztikával foglalkozó cikket tekintett át: ezek közül azok találták jó diagnosztikai eszköznek az íriszdiagnosztikát, amelyek kontrollcsoport nélkül dolgoztak, és nem használtak kettős vak-próbákat. Az ilyen vizsgálatok azonban nem tudják kiszűrni a kutatói elfogultságot, ezért nem számítanak tudományosan elfogadott kutatási módszernek. Ezzel szemben a négy kontrollált, kettős vak módszertannal dolgozó kutatás közül egyik sem találta hasznavehetőnek az íriszdiagnosztikát. Ernst végkövetkeztetése szerint, mivel az íriszdiagnosztika személyi és gazdasági károkat okozhat, nem javasolt a használata.

### Az íriszdiagnosztika alapelvének tudományos állása
Bár az íriszdiagnosztika módszere tudományosan nem megalapozott, bizonyos betegségek és elváltozások valóban kihathatnak a szivárványhártya megjelenésére is. Orvosilag elfogadott tétel, hogy szemészeti kórképek kísérhetik a következő betegségeket:
- reumás ízületi gyulladás és ifjúkori elhúzódó ízületi gyulladás (juvenilis idiopathias arthritis)
- neonatal onset multisystem inflammatory disease
- Bechterew-kór (spondylitis ankylopoetica)
- szeronegatív spondylarthritisek
- Reiter-szindróma
- Behçet-szindróma
- Lyme-kór
- szisztémás lupus erythematosus
- scleroderma
- polyarteritis nodosa
- Wegener-granulomatosis
- polymyalgia rheumatica
- erythema nodosum
- polychondritis
- Boeck sarcoidosis
- Marfan-szindróma
- osteogenesis imperfecta
- scleritis
- uveitis
- A nagyon jellegzetes aniridia (a szivárványhártya részleges vagy teljes hiánya), amely gyakran együttjár a Wilms-tumorral. 1964-ben fedezték fel, hogy a WT1-nek nevezett gén és az aniridáért felelős PAX6 gén a 11-es kromoszóma rövid karján egymáshoz közelében helyezkedik el. Így sérülésük gyakran egyszerre történik.
- A Vogt-Koyanagi-Harada betegség szemészeti megnyilvánulásai a kétoldalú uveitis, a kiterjedt írisz-depigmentáció, a retina-érhártya hegek, a pigmentkárosodások, az uvea felhámszöveti érhártya (RPE) összecsomósodása és kúszása, vagy az anterior uveitis.[17][18]
- WAGR syndroma (BNO: Q9350) esetében hiányos az írisz.
- A maláriaellenes gyógyszerek egyes fajtái hosszabb idő után pigmentelváltozásokat okozhatnak.
- A fokozott bilirubin-képződés, valamint a máj csökkent kiválasztó működése egyaránt hyperbilirubinaemiát okoz. Ebben az állapotban a bilirubin a szövetekben felhalmozódik és a szem ínhártyáján (sclerán) és a bőrben látható sárga elszíneződést okoz.[19][20]
- A vérzékenység jelei a szivárványhártya kapilláris ereiben a külvilág számára is láthatóvá teszik a tünetet.[21]

### Sclerológia
A sclerológia az íriszdiagnosztikához hasonló, a szem ínhártyájának elváltozásaiból diagnosztizáló alternatív gyógyászati módszer. Ugyanakkor a sclerológia alapelveit az orvostudomány is igazolta. Tien Yin Wong professzor, az Ausztrál Szemészeti Kutatóközpont munkatársa kutatócsoportjával bebizonyította, hogy a látóhártya (retina) ereinek finom károsodását vizsgálva nagy valószínűséggel előre lehet jelezni a későbbi szív- és érrendszeri betegségeket – pl. magas vérnyomást, szívinfarktust vagy éppen szélütést. Eredményeikért 2005-ben elnyerték a Melbourne-i Egyetem Woodward Kitüntetés a Tudomány és Technika Fejlődéséért elnevezésű díját.

### Pro
- Vincenzo Di Spazio: Is the Iris a Receptor? Archiválva 2005. november 23-i dátummal a Wayback Machine-ben
- Dr. Lisa Niebergall: Iridology
- Celestial Healing site about iridology (a cikkben látható írisztérkép forrása)
- Canadian Institute of Iridology Archiválva 2005. augusztus 28-i dátummal a Wayback Machine-ben (kanadai kurzusok)

### Kontra
- The Skeptics Dictionary